# Washington Open 2006 - Qualificazioni singolare
Le qualificazioni del singolare al Washington Open 2006 sono state un torneo di tennis preliminare per accedere alla fase finale della manifestazione. I vincitori dell'ultimo turno sono entrati di diritto nel tabellone principale. In caso di ritiro di uno o più giocatori aventi diritto a questi sono subentrati i lucky loser, ossia i giocatori che hanno perso nell'ultimo turno ma che avevano una classifica più alta rispetto agli altri partecipanti che avevano comunque perso nel turno finale.
Le qualificazioni del torneo Washington Open 2006 prevedevano 32 partecipanti di cui 4 sono entrati nel tabellone principale.

## Teste di serie
1. Nathan Healey (primo turno)
2. Andrea Stoppini (Qualificato)
3. Fabio Fognini (primo turno)
4. Luke Bourgeois (secondo turno)

1. Bjorn Rehnquist (primo turno)
2. Karan Rastogi (primo turno)
3. Prakash Amritraj (primo turno)
4. Gianluca Naso (secondo turno)

## Qualificati
1. Phillip King
2. Andrea Stoppini

1. Ryan Sweeting
2. Wesley Whitehouse

## Tabellone

### Legenda
| - Q = Qualificato - WC = Wild card - LL = Lucky loser | - ALT = Alternate - SE = Special Exempt - PR = Protected Ranking | - w/o = Walkover - r = Ritirato - d = Squalificato |

### Sezione 1
|  | Primo turno      | Primo turno      | Primo turno      | Primo turno      | Primo turno |  |  | Secondo turno | Secondo turno | Secondo turno | Secondo turno | Secondo turno |   |   | Ultimo turno | Ultimo turno | Ultimo turno | Ultimo turno | Ultimo turno |  |
|  |                  |                  |                  |                  |             |  |  |               |               |               |               |               |   |   |              |              |              |              |              |  |
|  |                  | Sadik Kadir      | 6                | 65               | 6           |  |  |               |               |               |               |               |   |   |              |              |              |              |              |  |
|  | 1                | Nathan Healey    | 4                | 7                | 4           |  |  | Sadik Kadir   | Sadik Kadir   | 4             | 6             | 1             |   |   |              |              |              |              |              |  |
|  | Ishay Hadash     | Ishay Hadash     | 6                | 2                | 6           |  |  | Ishay Hadash  | Ishay Hadash  | 6             | 4             | 0r            |   |   |              |              |              |              |              |  |
|  | Brennan Boyajian | Brennan Boyajian | 4                | 6                | 3           |  |  |               |               |               |               |               |   |   | Sadik Kadir  | Sadik Kadir  | Sadik Kadir  | 3            | 3            |  |
|  | Phillip King     | Phillip King     | Phillip King     | 6                | 6           |  |  |               |               | Phillip King  | Phillip King  | Phillip King  | 6 | 6 |              |              |              |              |              |  |
|  | H'Cone Thompson  | H'Cone Thompson  | H'Cone Thompson  | 1                | 0           |  |  | Phillip King  | Phillip King  | Phillip King  | 6             | 6             |   |   |              |              |              |              |              |  |
|  |                  | Devin Britton    | Devin Britton    | Devin Britton    | W-O         |  |  | Devin Britton | Devin Britton | Devin Britton | 3             | 3             |   |   |              |              |              |              |              |  |
|  | 7                | Prakash Amritraj | Prakash Amritraj | Prakash Amritraj |             |  |  |               |               |               |               |               |   |   |              |              |              |              |              |  |

### Sezione 2
|  | Primo turno        | Primo turno         | Primo turno         | Primo turno | Primo turno |  |  | Secondo turno       | Secondo turno       | Secondo turno       | Secondo turno       | Secondo turno       |    |   | Ultimo turno | Ultimo turno    | Ultimo turno    | Ultimo turno | Ultimo turno |  |
|  |                    |                     |                     |             |             |  |  |                     |                     |                     |                     |                     |    |   |              |                 |                 |              |              |  |
|  | 2                  | Andrea Stoppini     | Andrea Stoppini     | 6           | 4           |  |  |                     |                     |                     |                     |                     |    |   |              |                 |                 |              |              |  |
|  |                    | Kris Nathan         | Kris Nathan         | 0           | 0r          |  |  | 2                   | Andrea Stoppini     | Andrea Stoppini     | 6                   | 6                   |    |   |              |                 |                 |              |              |  |
|  | Philipp Hammer     | Philipp Hammer      | Philipp Hammer      | 6           | 6           |  |  |                     | Philipp Hammer      | Philipp Hammer      | 3                   | 3                   |    |   |              |                 |                 |              |              |  |
|  | Joshua Olivas      | Joshua Olivas       | Joshua Olivas       | 1           | 1           |  |  |                     |                     |                     |                     |                     |    |   | 2            | Andrea Stoppini | Andrea Stoppini | 7            | 7            |  |
|  | Treat Conrad Huey  | Treat Conrad Huey   | Treat Conrad Huey   | 6           | 7           |  |  |                     |                     |                     | Jan-Michael Gambill | Jan-Michael Gambill | 64 | 5 |              |                 |                 |              |              |  |
|  | Guillaume Tarralle | Guillaume Tarralle  | Guillaume Tarralle  | 4           | 6           |  |  | Treat Conrad Huey   | Treat Conrad Huey   | Treat Conrad Huey   | 1                   | 3                   |    |   |              |                 |                 |              |              |  |
|  |                    | Jan-Michael Gambill | Jan-Michael Gambill | 7           | 6           |  |  | Jan-Michael Gambill | Jan-Michael Gambill | Jan-Michael Gambill | 6                   | 6                   |    |   |              |                 |                 |              |              |  |
|  | 6                  | Karan Rastogi       | Karan Rastogi       | 5           | 1           |  |  |                     |                     |                     |                     |                     |    |   |              |                 |                 |              |              |  |

### Sezione 3
|  | Primo turno     | Primo turno         | Primo turno     | Primo turno | Primo turno |  |  | Secondo turno | Secondo turno | Secondo turno | Secondo turno | Secondo turno |   |   | Ultimo turno | Ultimo turno | Ultimo turno | Ultimo turno | Ultimo turno |  |
|  |                 |                     |                 |             |             |  |  |               |               |               |               |               |   |   |              |              |              |              |              |  |
|  |                 | Tim Smyczek         | Tim Smyczek     | 6           | 6           |  |  |               |               |               |               |               |   |   |              |              |              |              |              |  |
|  | 3               | Fabio Fognini       | Fabio Fognini   | 1           | 3           |  |  | Tim Smyczek   | Tim Smyczek   | 7             | 3             | 6             |   |   |              |              |              |              |              |  |
|  | Jordan Kerr     | Jordan Kerr         | Jordan Kerr     | 7           | 6           |  |  | Jordan Kerr   | Jordan Kerr   | 5             | 6             | 3             |   |   |              |              |              |              |              |  |
|  | Marcus Fugate   | Marcus Fugate       | Marcus Fugate   | 63          | 3           |  |  |               |               |               |               |               |   |   | Tim Smyczek  | Tim Smyczek  | Tim Smyczek  | 3            | 4            |  |
|  | Ryan Sweeting   | Ryan Sweeting       | Ryan Sweeting   | 7           | 6           |  |  |               |               | Ryan Sweeting | Ryan Sweeting | Ryan Sweeting | 6 | 6 |              |              |              |              |              |  |
|  | James Cerretani | James Cerretani     | James Cerretani | 5           | 2           |  |  |               | Ryan Sweeting | Ryan Sweeting | 6             | 6             |   |   |              |              |              |              |              |  |
|  | 8               | Gianluca Naso       | 62              | 6           | 6           |  |  | 8             | Gianluca Naso | Gianluca Naso | 4             | 4             |   |   |              |              |              |              |              |  |
|  |                 | Mashiska Washington | 7               | 4           | 4           |  |  |               |               |               |               |               |   |   |              |              |              |              |              |  |

### Sezione 4
|  | Primo turno          | Primo turno          | Primo turno          | Primo turno | Primo turno |  |  | Secondo turno       | Secondo turno       | Secondo turno       | Secondo turno     | Secondo turno     |   |   | Ultimo turno    | Ultimo turno    | Ultimo turno    | Ultimo turno | Ultimo turno |  |
|  |                      |                      |                      |             |             |  |  |                     |                     |                     |                   |                   |   |   |                 |                 |                 |              |              |  |
|  | 4                    | Luke Bourgeois       | Luke Bourgeois       | 6           | 7           |  |  |                     |                     |                     |                   |                   |   |   |                 |                 |                 |              |              |  |
|  |                      | Matthew Behrmann     | Matthew Behrmann     | 4           | 5           |  |  | 4                   | Luke Bourgeois      | 3                   | 7                 | 62                |   |   |                 |                 |                 |              |              |  |
|  | Nathan Thompson      | Nathan Thompson      | Nathan Thompson      | 6           | 6           |  |  |                     | Nathan Thompson     | 6                   | 6(1)              | 7                 |   |   |                 |                 |                 |              |              |  |
|  | Antonio Ruiz-Rosales | Antonio Ruiz-Rosales | Antonio Ruiz-Rosales | 4           | 4           |  |  |                     |                     |                     |                   |                   |   |   | Nathan Thompson | Nathan Thompson | Nathan Thompson | 1            | 2            |  |
|  | Sunil-Kumar Sipaeya  | Sunil-Kumar Sipaeya  | Sunil-Kumar Sipaeya  | 6           | 7           |  |  |                     |                     | Wesley Whitehouse   | Wesley Whitehouse | Wesley Whitehouse | 6 | 6 |                 |                 |                 |              |              |  |
|  | Andy Ram             | Andy Ram             | Andy Ram             | 4           | 5           |  |  | Sunil-Kumar Sipaeya | Sunil-Kumar Sipaeya | Sunil-Kumar Sipaeya | 5                 | 4                 |   |   |                 |                 |                 |              |              |  |
|  |                      | Wesley Whitehouse    | Wesley Whitehouse    | 6           | 6           |  |  | Wesley Whitehouse   | Wesley Whitehouse   | Wesley Whitehouse   | 7                 | 6                 |   |   |                 |                 |                 |              |              |  |
|  | 5                    | Bjorn Rehnquist      | Bjorn Rehnquist      | 3           | 2           |  |  |                     |                     |                     |                   |                   |   |   |                 |                 |                 |              |              |  |